# 정시 (위)
정시(正始)는 중국 조위의 황제 조방(曹芳)의 첫 번째 연호이다. 240년에서 249년 4월까지 9년 4개월 동안 사용하였다.
같은 시기에 사용된 다른 연호로는 촉한(蜀漢)에서 사용한 연희(延熙 : 238년 ~ 257년), 오(吳)에서 사용한 적오(赤烏 : 238년 ~ 251년)가 있다.

## 개원
정시(正始) 원년 1월 1일(240년 2월 10일)에 연호를 정시(正始)로 개원함.

## 연대대조표
| 정시                | 원년           | 2년        | 3년        | 4년        | 5년        | 6년        | 7년        | 8년        | 9년        | 10년       |
| 서력                | 240년          | 241년      | 242년      | 243년      | 244년      | 245년      | 246년      | 247년      | 248년      | 249년      |
| 육십간지 (六十干支) | 경신(庚申)     | 신유(辛酉) | 임술(壬戌) | 계해(癸亥) | 갑자(甲子) | 을축(乙丑) | 병인(丙寅) | 정묘(丁卯) | 무진(戊辰) | 기사(己巳) |
| 촉한 (蜀漢)         | 연희(延熙) 3년 | 4년        | 5년        | 6년        | 7년        | 8년        | 9년        | 10년       | 11년       | 12년       |
| 오(吳)              | 적오(赤烏) 3년 | 4년        | 5년        | 6년        | 7년        | 8년        | 9년        | 10년       | 11년       | 12년       |

## 삭일(1일)
| 정시 원년 (240년) | 1월             | 2월             | 3월             | 4월             | 5월             | 6월             | 7월             | 8월             | 9월             | 10월            | 11월            | 12월            |                 |
| ----------------- | --------------- | --------------- | --------------- | --------------- | --------------- | --------------- | --------------- | --------------- | --------------- | --------------- | --------------- | --------------- | --------------- |
| 삭일(음력)        | 신해일 (辛亥日) | 신사일 (辛巳日) | 경술일 (庚戌日) | 경진일 (庚辰日) | 기유일 (己酉日) | 기묘일 (己卯日) | 무신일 (戊申日) | 무인일 (戊寅日) | 정미일 (丁未日) | 정축일 (丁丑日) | 병오일 (丙午日) | 병자일 (丙子日) |                 |
| 율리우스력        | 240년 2월 10일  | 3월 11일        | 4월 9일         | 5월 9일         | 6월 7일         | 7월 7일         | 8월 5일         | 9월 4일         | 10월 3일        | 11월 2일        | 12월 1일        | 12월 31일       |                 |
| 정시 2년 (241년)  | 1월             | 2월             | 3월             | 4월             | 5월             | 6월             | 윤6월           | 7월             | 8월             | 9월             | 10월            | 11월            | 12월            |
| 삭일(음력)        | 을사일 (乙巳日) | 을해일 (乙亥日) | 갑진일 (甲辰日) | 갑술일 (甲戌日) | 갑진일 (甲辰日) | 계유일 (癸酉日) | 계묘일 (癸卯日) | 임신일 (壬申日) | 임인일 (壬寅日) | 신미일 (辛未日) | 신축일 (辛丑日) | 경오일 (庚午日) | 경자일 (庚子日) |
| 율리우스력        | 241년 1월 29일  | 2월 28일        | 3월 29일        | 4월 28일        | 5월 28일        | 6월 26일        | 7월 26일        | 8월 24일        | 9월 23일        | 10월 22일       | 11월 21일       | 12월 20일       | 242년 1월 19일  |
| 정시 3년 (242년)  | 1월             | 2월             | 3월             | 4월             | 5월             | 6월             | 7월             | 8월             | 9월             | 10월            | 11월            | 12월            |                 |
| 삭일(음력)        | 기사일 (己巳日) | 기해일 (己亥日) | 무진일 (戊辰日) | 무술일 (戊戌日) | 정묘일 (丁卯日) | 정유일 (丁酉日) | 정묘일 (丁卯日) | 병신일 (丙申日) | 병인일 (丙寅日) | 을미일 (乙未日) | 을축일 (乙丑日) | 갑오일 (甲午日) |                 |
| 율리우스력        | 242년 2월 17일  | 3월 19일        | 4월 17일        | 5월 17일        | 6월 15일        | 7월 15일        | 8월 14일        | 9월 12일        | 10월 12일       | 11월 10일       | 12월 10일       | 243년 1월 8일   |                 |
| 정시 4년 (243년)  | 1월             | 2월             | 3월             | 4월             | 5월             | 6월             | 7월             | 8월             | 9월             | 10월            | 11월            | 12월            |                 |
| 삭일(음력)        | 갑자일 (甲子日) | 계사일 (癸巳日) | 계해일 (癸亥日) | 임진일 (壬辰日) | 임술일 (壬戌日) | 신묘일 (辛卯日) | 신유일 (辛酉日) | 경인일 (庚寅日) | 경신일 (庚申日) | 기축일 (己丑日) | 기미일 (己未日) | 기축일 (己丑日) |                 |
| 율리우스력        | 243년 2월 7일   | 3월 8일         | 4월 7일         | 5월 6일         | 6월 5일         | 7월 4일         | 8월 3일         | 9월 1일         | 10월 1일        | 10월 30일       | 11월 29일       | 12월 29일       |                 |
| 정시 5년 (244년)  | 1월             | 2월             | 3월             | 윤3월           | 4월             | 5월             | 6월             | 7월             | 8월             | 9월             | 10월            | 11월            | 12월            |
| 삭일(음력)        | 무오일 (戊午日) | 무자일 (戊子日) | 정사일 (丁巳日) | 정해일 (丁亥日) | 병진일 (丙辰日) | 병술일 (丙戌日) | 을묘일 (乙卯日) | 을유일 (乙酉日) | 갑인일 (甲寅日) | 갑신일 (甲申日) | 계축일 (癸丑日) | 계미일 (癸未日) | 임자일 (壬子日) |
| 율리우스력        | 244년 1월 27일  | 2월 26일        | 3월 26일        | 4월 25일        | 5월 24일        | 6월 23일        | 7월 22일        | 8월 21일        | 9월 19일        | 10월 19일       | 11월 17일       | 12월 17일       | 245년 1월 15일  |
| 정시 6년 (245년)  | 1월             | 2월             | 3월             | 4월             | 5월             | 6월             | 7월             | 8월             | 9월             | 10월            | 11월            | 12월            |                 |
| 삭일(음력)        | 임오일 (壬午日) | 신해일 (辛亥日) | 신사일 (辛巳日) | 신해일 (辛亥日) | 경진일 (庚辰日) | 경술일 (庚戌日) | 기묘일 (己卯日) | 기유일 (己酉日) | 무인일 (戊寅日) | 무신일 (戊申日) | 정축일 (丁丑日) | 정미일 (丁未日) |                 |
| 율리우스력        | 245년 2월 14일  | 3월 15일        | 4월 14일        | 5월 14일        | 6월 12일        | 7월 12일        | 8월 10일        | 9월 9일         | 10월 8일        | 11월 7일        | 12월 6일        | 250년 1월 5일   |                 |
| 정시 7년 (246년)  | 1월             | 2월             | 3월             | 4월             | 5월             | 6월             | 7월             | 8월             | 9월             | 10월            | 11월            | 12월            | 윤12월          |
| 삭일(음력)        | 병자일 (丙子日) | 병오일 (丙午日) | 을해일 (乙亥日) | 을사일 (乙巳日) | 갑술일 (甲戌日) | 갑진일 (甲辰日) | 갑술일 (甲戌日) | 계묘일 (癸卯日) | 계유일 (癸酉日) | 임인일 (壬寅日) | 임신일 (壬申日) | 신축일 (辛丑日) | 신미일 (辛未日) |
| 율리우스력        | 246년 2월 3일   | 3월 5일         | 4월 3일         | 5월 3일         | 6월 1일         | 7월 1일         | 7월 31일        | 8월 29일        | 9월 28일        | 10월 27일       | 11월 26일       | 12월 25일       | 247년 1월 24일  |
| 정시 8년 (247년)  | 1월             | 2월             | 3월             | 4월             | 5월             | 6월             | 7월             | 8월             | 9월             | 10월            | 11월            | 12월            |                 |
| 삭일(음력)        | 경자일 (庚子日) | 경오일 (庚午日) | 기해일 (己亥日) | 기사일 (己巳日) | 무술일 (戊戌日) | 무진일 (戊辰日) | 정유일 (丁酉日) | 정묘일 (丁卯日) | 병신일 (丙申日) | 병인일 (丙寅日) | 병신일 (丙申日) | 을축일 (乙丑日) |                 |
| 율리우스력        | 247년 2월 22일  | 3월 24일        | 4월 22일        | 5월 22일        | 6월 20일        | 7월 20일        | 8월 18일        | 9월 17일        | 10월 16일       | 11월 15일       | 12월 15일       | 248년 1월 13일  |                 |
| 정시 9년 (248년)  | 1월             | 2월             | 3월             | 4월             | 5월             | 6월             | 7월             | 8월             | 9월             | 10월            | 11월            | 12월            |                 |
| 삭일(음력)        | 을미일 (乙未日) | 갑자일 (甲子日) | 갑오일 (甲午日) | 계해일 (癸亥日) | 계사일 (癸巳日) | 임술일 (壬戌日) | 임진일 (壬辰日) | 신유일 (辛酉日) | 신묘일 (辛卯日) | 경신일 (庚申日) | 경인일 (庚寅日) | 기미일 (己未日) |                 |
| 율리우스력        | 248년 2월 12일  | 3월 12일        | 4월 11일        | 5월 10일        | 6월 9일         | 7월 8일         | 8월 7일         | 9월 5일         | 10월 5일        | 11월 3일        | 12월 3일        | 249년 1월 1일   |                 |
| 정시 10년 (249년) | 1월             | 2월             | 3월             | 4월             | 5월             | 6월             | 7월             | 8월             | 9월             | 윤9월           | 10월            | 11월            | 12월            |
| 삭일(음력)        | 기축일 (己丑日) | 무오일 (戊午日) | 무자일 (戊子日) | 무오일 (戊午日) | 정해일 (丁亥日) | 정사일 (丁巳日) | 병술일 (丙戌日) | 병진일 (丙辰日) | 을유일 (乙酉日) | 을묘일 (乙卯日) | 갑신일 (甲申日) | 갑인일 (甲寅日) | 계미일 (癸未日) |
| 율리우스력        | 249년 1월 31일  | 3월 1일         | 3월 31일        | 4월 30일        | 5월 29일        | 6월 28일        | 7월 27일        | 8월 26일        | 9월 24일        | 10월 24일       | 11월 22일       | 12월 22일       | 250년 1월 20일  |

## 같이 보기
- 다른 왕조의 같은 연호
  - 북연(北燕) 정시(407년 ~ 409년)
  - 북위(北魏) 정시(504년 ~ 508년)

- 중국의 연호